# Salman Schasar

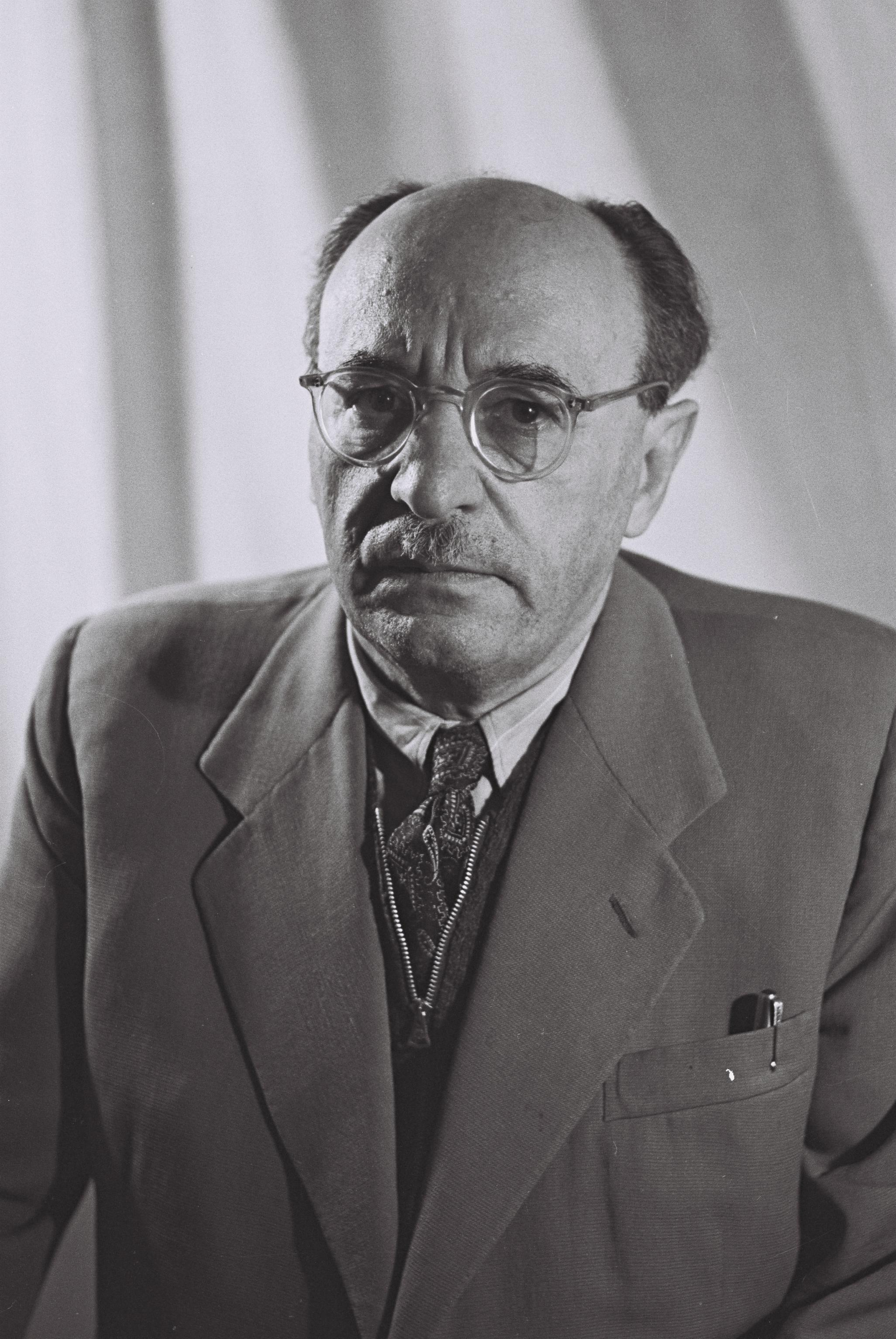
Salman Schasar (1951)

Salman Schasar (hebräisch זלמן שז"ר, auch Shneur Zalman Shazar, geboren als Schneiur Salman Rubaschow; geboren am 6. Oktober 1889 in Mir, Gouvernement Minsk, Russisches Reich; gestorben am 5. Oktober 1974 in Jerusalem) war ein israelischer Historiker, Journalist und Politiker (Mapai/Awoda). Er war von 1949 bis 1963 Mitglied der Knesset, von 1949 bis 1950 erster Erziehungsminister und von 1963 bis 1973 der dritte Präsident Israels.
Seine Initialen SchSR bildeten später seinen hebräischen Namen.

## Leben

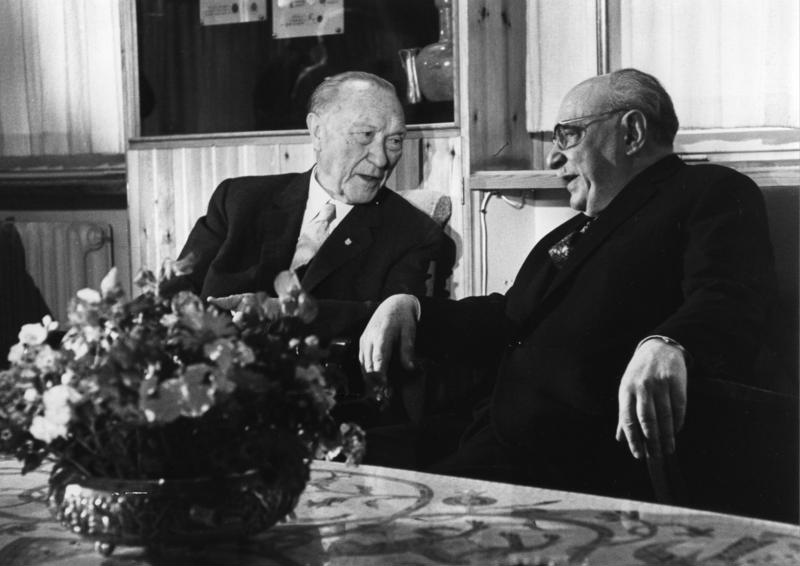
Salman Schasar im Gespräch mit Konrad Adenauer 1966 in Jerusalem

Salman Schasar wuchs in einer vom Chabad-Chassidismus geprägten Familie auf, von dem er sich jedoch zugunsten des säkularen Zionismus abwandte. Bereits im Alter von 18 Jahren verbrachte er wegen seiner Tätigkeit für die sozialistisch-zionistische Organisation Poalei Zion zwei Monate in einem russischen Gefängnis. Er studierte jüdische Geschichte in Sankt Petersburg, Straßburg und an der Universität Freiburg (Schweiz) und ab 1912 in Berlin. Sein Interesse galt vor allem der Geschichte der Juden in Osteuropa, aber auch der Bibelkritik. Es war Mitarbeiter der von Martin Buber herausgegebenen Zeitschrift Der Jude, nebenher schrieb er auch für jiddische Zeitungen in Russland, den Vereinigten Staaten und für die Jüdische Rundschau.
Schasar heiratete 1920 die Publizistin Rachel Katznelson, die ebenfalls für den sozialistischen Zionismus aktiv war. Das Paar hatte eine Tochter.
1921 wanderte Schasar nach Palästina aus. Er war einer der Mitbegründer der zionistischen Arbeiterpartei Mapai und arbeitete als Redakteur für das Histadrut-Blatt Davar (1944 Chefredakteur). Er war weiterhin auch als Autor von Gedichten, Essays, autobiographischen Romanen, Biographien und wissenschaftlichen Texten tätig. Sein wissenschaftliches Hauptwerk war eine Geschichte der Bibelkritik zusammen mit M. Soloweitschik. 
1947 gehörte er der Delegation der Jewish Agency bei den Verhandlungen zum UN-Teilungsplan für Palästina an und war maßgeblich an der Entstehung der Israelischen Unabhängigkeitserklärung beteiligt. Schasar wurde 1949 Mitglied der ersten Knesset (bis 1963) und war in den Jahren 1949 und 1950 Erziehungs- und Kulturminister. Von 1963 bis 1973 war er schließlich der dritte Präsident Israels.

## Ehrungen
- 1966 wurde ihm die Ehrendoktorwürde der Hebräischen Universität Jerusalem verliehen.
- 1968 erhielt er die Ehrendoktorwürde der Bar-Ilan-Universität.